# غوس كيتشام
غوس كيتشام (بالإنجليزية: Gus Ketchum)‏ هو لاعب كرة قاعدة أمريكي، ولد في 21 مارس 1897، وتوفي في 6 سبتمبر 1980.

## وصلات خارجية
- غوس كيتشام على موقع دوري كرة القاعدة الرئيسي (الإنجليزية)
- غوس كيتشام على موقعبيزبول رفرنس.كوم (الدوري الرئيسي) (الإنجليزية)
- غوس كيتشام على موقعبيزبول رفرنس.كوم (الدوري الثانوي) (الإنجليزية)